# 5759 (année hébraïque)
5759 (hébreu : ה'תשנ"ט , abbr. : תשנ"ט) est une année hébraïque qui a commencé à la veille au soir du 21 septembre 1998 et s'est finie le 10 septembre 1999. Cette année a compté 355 jours. Ce fut une année simple dans le cycle métonique, avec un seul mois de Adar. Ce fut la cinquième année depuis la dernière année de chemitta.
En l'an 5759, l'État d'Israël a fêté ses 51 ans d'indépendance.

## Calendrier
Ce calendrier hébraïque de l'année 5759 donne les correspondances avec les dates du calendrier grégorien.
Le premier nombre dans chaque case correspond au jour du mois hébraïque. Les jours en couleurs sont des jours remarquables juifs ou israéliens.
| ◄◄ | 5759 | ►► |

## Événements
- Fusillade de Columbine

## Décès
- Yehudi Menuhin
- Hanoch Levin

5754 - 5755 - 5756 - 5757 - 5758 - 5759 - 5760 - 5761 - 5762 - 5763 - 5764